# Asturisch voetbalelftal (mannen)
Het Asturisch voetbalelftal is een team van voetballers dat de Spaanse regio Asturië vertegenwoordigt bij internationale wedstrijden. Asturië is geen lid van de FIFA en de UEFA en is dus uitgesloten voor deelname aan het WK en het EK.

## Bekende (oud-)spelers
- Abelardo
- Luis Enrique
- David Villa

1 CONCACAF-lid · 2 geassocieerd CAF-lid · 3 geassocieerd OFC-lid · 4 geassocieerd AFC-lid